# Martin Neumann (Politiker, 1956)

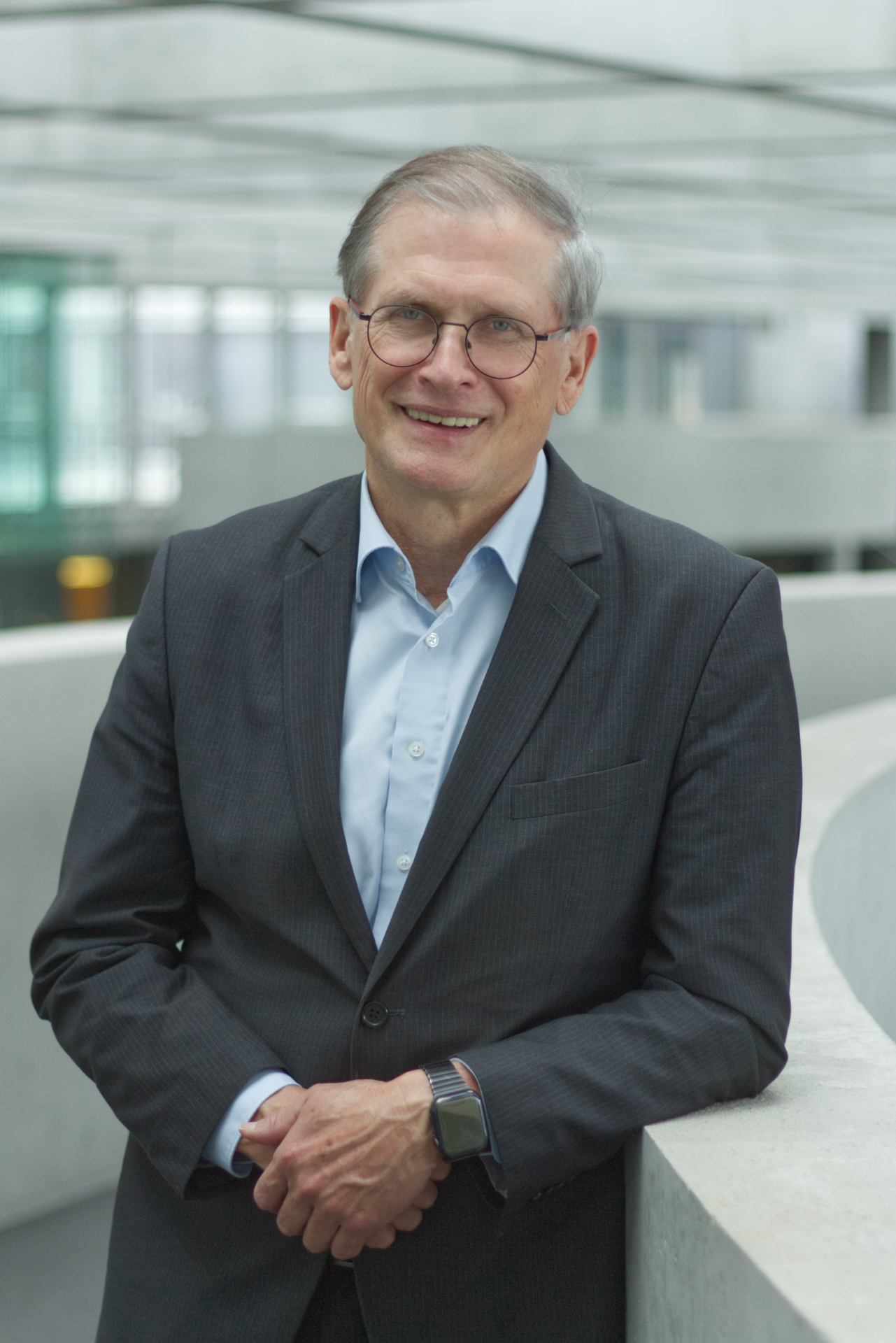
Martin Neumann 2021

Martin Neumann (* 27. Januar 1956 in Vetschau/Spreewald) ist ein Professor für Technische Gebäudeausrüstung an der Hochschule Magdeburg-Stendal, Präsident des Landesmusikrat Brandenburg e. V., Diplom-Ingenieur und deutscher Politiker (FDP). Er war von 2009 bis 2013 und von 2017 bis 2021 Mitglied des Deutschen Bundestages.

## Leben
Nach dem Studium der Technischen Gebäudeausrüstung an der TU Dresden wurde Neumann 1987 nach erfolgreicher Verteidigung seiner vorgelegten Dissertation zum Thema Untersuchung des Wärmedämmverhaltens schwerer hinterlüfteter Außenwandkonstruktionen an der Ingenieurhochschule Cottbus zum Dr.-Ing. promoviert. Von 1987 bis 1990 war Neumann als Stadtbaudirektor in Lübbenau tätig. Seit 1995 ist Neumann vereidigter Sachverständiger für Haustechnik, Wärme-, Kälte- und Schallschutz. In der Zeit von 1997 bis 1999 war Neumann an der Fachhochschule Lausitz und an der Hochschule Magdeburg-Stendal Lehrbeauftragter für Versorgungstechnik und Technische Gebäudeausrüstung. 1999 nahm er den Ruf an die Hochschule Magdeburg-Stendal als Professor für Technische Gebäudeausrüstung an. Außerdem betätigt er sich als Energieberater der Verbraucherzentrale. Er ist Vertrauensdozent der Friedrich-Naumann-Stiftung für die Freiheit.
Seit 1996 ist der passionierte Bariton- und Tenorhornspieler Neumann Vorsitzender des Musikvereins in Vetschau und seit 2002 Präsident des Landesblasmusikverbandes Brandenburg. Im Oktober 2013 wurde er zum Präsidenten des Landesmusikrat Brandenburg e. V. gewählt. Er ist evangelisch, verwitwet und Vater von zwei Kindern.

## Politik
1982 trat Neumann in die DDR-Blockpartei NDPD ein, die nach der Wende im August 1990 in der gesamtdeutschen FDP aufging. Im selben Jahr wurde Neumann in den ersten brandenburgischen Landtag gewählt, dem er bis 1994 angehörte. Er war in dieser Zeit Vorsitzender des Landtagsausschusses für Stadtentwicklung, Wohnen und Verkehr und ordentliches Mitglied im Parlamentarischen Untersuchungsausschuss 1/5 zur Prüfung öffentlich erhobener Vorwürfe der Unregelmäßigkeiten im Zusammenhang mit Grundstücksangelegenheiten und der Vergabe von öffentlichen Mitteln.
Neumann ist seit 2001 stellvertretender Landesvorsitzender der FDP Brandenburg und war 2002 Kandidat zur Oberbürgermeisterwahl in Cottbus. 2009 zog er bei der Bundestagswahl über die Landesliste Brandenburg in den 17. Deutschen Bundestag ein. Er war ordentliches Mitglied des Ausschusses für Bildung, Forschung und Technikfolgenabschätzung und stellvertretendes Mitglied im Ausschuss für Arbeit und Soziales. In der FDP-Bundestagsfraktion war Neumann der forschungspolitische Sprecher und Vorsitzende der Arbeitsgruppe Bildung und Forschung. In seiner weiteren Funktion als hochschulpolitischer Berichterstatter der FDP-Bundestagsfraktion äußerte sich Neumann kritisch zu der Plagiatsaffäre Guttenberg. Auch zu den Plagiatsvorfällen von FDP-Mitgliedern wie Jorgo Chatzimarkakis und Silvana Koch-Mehrin äußerte er öffentlich seine Kritik.
Neumann ist seit 2011 Beisitzer im Vorstand der Karl-Hamann-Stiftung für liberale Politik im Land Brandenburg, eine der brandenburgischen FDP nahestehenden Stiftung.
Zur Bundestagswahl 2013 trat er als Spitzenkandidat der brandenburgischen FDP an. Die FDP scheiterte jedoch an der Fünf-Prozent-Hürde. Auch konnte kein FDP-Politiker ein Direktmandat erlangen.
Sein Wiedereinzug als Abgeordneter des Deutschen Bundestages gelang Neumann bei der Bundestagswahl 2017 über die Landesliste der FDP Brandenburg. Er vertritt dort auch den Wahlkreis Elbe-Elster – Oberspreewald-Lausitz II. Im 19. Deutscher Bundestag ist er ordentliches Mitglied im Ausschuss für Wirtschaft und Energie und Sprecher für Energiepolitik der FDP-Fraktion. Zudem gehört Neumann als stellvertretendes Mitglied dem Ausschuss für Bildung, Forschung und Technikfolgenabschätzung, sowie dem Ausschuss für Umwelt, Naturschutz und nukleare Sicherheit an.
Für die Bundestagswahl 2021 konnte er keinen Platz mehr auf der Landesliste der FDP Brandenburg erlangen und wird somit zukünftig nicht im neuen Bundestag vertreten sein.

## Positionen
Als Mitglied der FDP-Bundestagsfraktion forderte er tiefgreifende Korrekturen bei der GEZ-Gebühr, da die GEZ auch Gebühren auf prinzipiell rundfunkfähige Geräte wie Computer oder Handys erhebt. Als Alternative forderte er eine rein steuerfinanzierte Medienabgabe, die jeder volljährige Bürger, gemäß seinem steuerpflichtigen Einkommen, zu entrichten habe. Zur Vereinfachung schlug er einen Einzug mittels des Finanzamtes vor, wodurch auch die sog. „Schwarzseher“ ihren Beitrag leisten würden. Mit einer solchen Medienabgabe könne man gerecht, einfach und mit geringer Belastung der Bürger auch die Gesamt-Einnahmen der Gebühren erhöhen.
Neumann spricht sich, als Konsequenz aus den vielen Plagiatsfällen, für einen intensiven Dialog zwischen Wissenschaft und Politik aus, um zukünftig die Qualität des wissenschaftlichen Arbeitens zu sichern. Hierzu schlägt er eine Trennung zwischen Betreuer und den Begutachtern vor.
Laut eigenen Angaben will er sich für eine pluralistische Gesellschaft einsetzen, deren Bestandteil die freie und öffentliche Religionsausübung ist. Daher ist er gegen Verbote von Religionszeichen in öffentlichen Gebäuden etc. wie des Kopftuchs.